# Aurora Marco
Aurora Marco López (Noguera de Albarracín,Teruel, 1 de febrero de 1948) es una profesora, investigadora y ensayista española.

## Biografía y trayectoria
Su familia se trasladó a Órdenes (La Coruña) cuando tenía 9 años. Estudió Filosofía y Letras en la Universidad de Santiago de Compostela (USC), ciudad donde reside desde 1958. Realizó su tesis doctoral sobre el idioma en las novelas de Antonio López Ferreiro en 1978. 
Ejerció la docencia en la Facultad de Filosofía y Letras y posteriormente en la de Filología, de 1970 a 1975 y en la Escuela Universitaria de Formación del Profesorado desde 1972. Obtuvo la titularidad de Didáctica de la Lengua y la Literatura Gallega en1984 y es Catedrática de Didáctica de la Lengua y Literatura Gallega en la Facultad de Ciencias de la Educación de la misma universidad, ejerciendo en la materia en la Facultad de Ciencias de la Educación de la USC hasta el año 2014, cuando se jubiló.
Forma parte del comité honorífico de la Sociedad Española de Didáctica de la Lengua y Literatura (SEDLL), de la que fue presidenta.
Pertenece a la asociación para la igualdad de género y la cultura Clásicas y Modernas.
Colabora habitualmente con múltiples revistas literarias como Alameda, Murguía, Lenguaje y textos, Andaina, Primeras noticias, Revista Interuniversitaria de Formación del Profesorado, Cuadernos de pedagogía, Agália, etc.
En 2011, el documental As silenciadas, dirigido por Pablo Ces, con guion basado en su libro Mulleres na guerrilla antifranquista y coproducido por ella, recibió el Premio Mestro Mateo al mejor documental de la Academia Galega do audiovisual.
Después de un largo trabajo de investigación iniciado en los años 80, realizando la biografía de más de 400 mujeres gallegas desde el siglo IV y hasta el año 1975 realiza su obra Elas. Para ilustrar esta obra contó con la colaboración de 8 artistas gallegasː Chelo Rodríguez, Irene Silva Xiráldez, Ehlaba Carballo, María Manuela, María Xesús Díaz, Novais, Sabela Arias Castro y Vanessa Lodeiro.

## Obra en gallego

### Ensayo
- Foula e ronsel. Os anos xuvenis de Carvalho Calero (1910-1941), 1992, Fundación Caixa Galicia.
- As precursoras. Achegas para o estudo da escrita feminina (Galiza 1800-1936), 1993, La Voz de Galicia.
- Mulleres e educación en Galiza. Vidas de mestras, 2002, Edicións do Castro.
- Avilés de Taramancos. Un francotirador da fermosura, 2003, Toxosoutos.
- Ramiro Paz Carbajal (1891-1936). Unha vida segada pola barbarie, 2003, Toxosoutos.
- Dicionario de mulleres galegas. Das orixes a 1975, 2007, Edicións A Nosa Terra.
- Mulleres na guerrilla antifranquista galega, 2011, Laiovento.
- Elas, 2015, A Xanela.[7]
- Irmandiñas, 2020, Laiovento.[8]

### Ediciones
- O Castelo de Pambre, de Antonio López Ferreiro, 1981, Edicións do Castro.
- Prosa miúda. Artigos non coleccionados (1927-1934), de Ramón Otero Pedrayo, 1988, Edicións do Castro.
- Teatro ignorado, de Ramón Otero Pedrayo, 1991, Laiovento.
- Fausto, Margarida e Aqueloutro, de Tomás Barros, 1993, edición bilingüe y estudio introductorio, Edicións do Castro. Con Alfredo Rodríguez López-Vázquez.
- Língua, literatura e arte: aspectos didácticos, 1997, Santiago de Compostela.
- Queixas, de Áurea Lorenzo Abeijón, 2004, Toxosoutos.
- O cabalo de vidro, de Antón Avilés de Taramancos, 2008, Ayuntamiento de Noya.
- Teresa Alvajar López. Memorias dunha republicana, 2012, Laiovento.

### Obras colectivas
- Literatura Galega. Séculos Escuros e Rexurdimento, 1988, Vía Láctea.
- O teatro de Xesús Rodríguez López. Estudo e textos, 1988, Edicións do Castro. Con Araceli Herrero Figueroa.
- Actas do I Simpósio Internacional de Didáctica da Língua e a Literatura, 1991, Universidad de Santiago de Compostela.
- Simpósio Internacional Muller e Cultura, 1993, Universidad de Santiago de Compostela.
- A Escola Normal de Santiago de Compostela. De Escola Superior a Escola Universitaria (1849-1996), 2000, Universidad de Santiago de Compostela. Con Anxo Porto Ucha.
- Avilés de Taramancos: A paixón pola terra, 2004, Consejo de la Juventud de Galicia.
- As Irmandades da Fala (1916-1931), 2016, Laiovento.

## Obra en castellano

### Ensayo
- El gallego de López Ferreiro, 1978, Universidad de Santiago.

### Obras colectivas
- Estudios sobre mujer, lengua y literatura, 1996, Universidad de las Palmas de Gran Canaria y Universidad de Santiago.
- Lo Femenino y lo Masculino en el Diccionario de la Lengua de la Real Academia Española, 1998, Ministerio de Asuntos Sociales.
- Lecturas de Museo. Orientaciones sobre la recepción de relaciones entre la literatura y las artes, 2000, Universidad de Santiago.
- Actas del VII Congreso Internacional de la Sociedad Española de Didáctica de la Lengua y la Literatura, 2004, Diputación de la Coruña.

## Premios
- Premio Tomás Barros de investigación teatral (1991).
- Premio Ánxel Fole de investigación literaria (1992), por Foula e Ronsel. Os anos xuvenis de Carvalho Calero (1910-1941).
- Premio Mestre Mateo al mejor documental 2011 por As silenciadas, guion y coproducción de Aurora Marco.[9]
- Premio Luís Tilve á Investigación e Divulgación Histórica (2012), por As mulleres na guerrilla antifranquista galega.
- Segundo premio Xohana Torres, convocado por el Ayuntamiento de Santiago de Compostela y por la Universidad de Santiago de Compostela por Concha Castroviejo. Arelas de liberdade, trabajo conjunto de Aurora Marco y Pablo Ces (2018).[10]
- Premio Sereo da Asociación Cultural Barbantia (2013), por su trabajo a favor de la cultura gallega.
- Republicana de Honrra da Comisión pola Recuperación da Memoria Histórica (2014), por sus trabajos de memoria histórica de las mujeres.[11]
- Premio Mulleres en Acción, Cangas (2015).
- Premio Galiza Mártir de la Fundación Alexandre Bóveda (2016).
- Premio Follas Novas do Libro Galego por Irmandiñas (2021).[12]